# Polizeifachhochschule (Finnland)

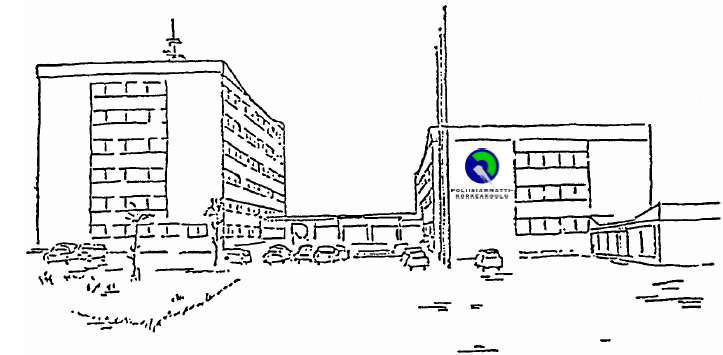
Die Gebäude der Polizeihochschule in Espoo

Die Polizeifachhochschule in Finnland (Finnisch: Poliisiammattikorkeakoulu, Schwedisch Polisyrkeshögskolan) ist verantwortlich für die Ausbildung des Befehlpersonals und für die Forschungs- und Entwicklungsarbeit der finnischen Polizei.

## Verwaltung und Studium
Zwischen dem Herbst und Frühwinter 2007 zog die Fachhochschule der finnischen Polizei von Espoo nach Tampere um. In ihrem neuen Gebäude ist auch die finnische Polizeischule untergebracht.
Die Polizeifachhochschule hat circa 90 Mitarbeiter, von denen etwa 28 in der Ausbildungsabteilung und etwa 32 in der Forschungsabteilung arbeiten.
Formale Zulassungsvoraussetzung zum Studium an der Polizeifachhochschule ist ein Zeugnis der allgemeinen Hochschulreife, die Anstellung als Polizist und eine abgeschlossene Ausbildung mit bestandenem Polizeiunterbefehlsexamen oder Polizeimannschaftsexamen an der Polizeischule. In beiden Fällen werden berufliche Erfahrungen als Polizist von drei Jahren vorausgesetzt. Polizeibeamte, die bereits einen Hochschulabschluss besitzen, können auch ohne den ansonsten notwendigen Praxisnachweis zum Studium zugelassen werden.
Hauptsächlich finnische Bewerber erhalten einen Studienplatz an dieser besonderen Fachhochschule der Polizei. Jedes Jahr werden etwa 25
Studierende in dem einzigen Studiengang für das Polizeibefehlsexamen (mit 180 ECTS-Leistungspunkten) aufgenommen.
Das Studium an der Polizeifachhochschule ist zweigeteilt: Der A-Teil mit 126 Leistungspunkten (drei Semester) dient als Qualifikation für Ämter mit der Amtsbezeichnung „komisario“ oder „rikoskomisario“ (Polizeikommissar oder Kriminalpolizeikommissar). Nach diesem A-Lehrgang gehen die Studierenden wieder auf ihre Dienstposten zurück. Der B-Teil mit 54 Leistungspunkten steht nur den Polizeibeamten offen, die bereits ein Amt als Polizeikommissar oder Polizeihauptmeister (ylikonstaapeli) bekleiden und eine leitende Funktion ausüben.
Das Studium im B-Teil erfolgt neben der normalen Diensttätigkeit als Polizist. Der Studienabschluss mit dem Polizeibefehlsexamen nach bestandenem B-Teil schafft die Voraussetzung zu den meisten leitenden Funktionsstellen der finnischen Polizei. Für einige der höchsten Dienststellungen wird allerdings ein wissenschaftlicher Hochschulabschluss (ylempi korkeakoulututkinto) mit Masterexamen vorausgesetzt, der im Masterstudium „Sicherheitsverwaltung“ der Wirtschafts- und Verwaltungswissenschaftlichen Fakultät der Universität Tampere angeboten wird.
Das Studium an der Polizeifachhochschule steht nur Beamten im Polizeidienst offen. Entsprechend erhalten die studierenden Beamten ihre Dienstbezüge, dazu ein Kurstagegeld und ansonsten freie Heilfürsorge, Unterkunft und Verpflegung.

## Geschichte und Zukunft
Die erste Vorgängereinrichtung der Polizeifachhochschule war die „Polizeischule des Staates“, die im Jahre 1918 gegründet wurde. Diese Polizeischule des Staates war verantwortlich für die Unterbefehls- und Befehlsausbildung aller finnischer Polizeien. Die Mannschaftsausbildung war dagegen eine Aufgabe des Polizeiwesens der Stadt Helsinki und einiger anderer Polizeiorgane. 1961 wurde aus der Polizeischule des Staats das Polizeiinstitut, die als einzige Anstalt die Polizeiausbildung für ganz Finnland durchführte. Im selben Jahr erhielt das Polizeiinstitut neue Einrichtungen in Otaniemi in Espoo. 1974 wurde die Mannschaftsausbildung zur Polizeischule in Tampere verlegt. Danach konzentrierte sich das Polizeiinstitut auf die Unterbefehls- und Befehlsausbildung.
Als das finnische Hochschulsystem im Jahre 1998 verändert wurde, wurde aus dem Polizeiinstitut eine Polizeifachhochschule und aus den Polizeischülern wurden Studierende. Mit dieser gravierenden Veränderung der Polizeiausbildung wurde die Zuständigkeit für die Unterbefehlsausbildung allein der Polizeischule übertragen. Die Polizeifachhochschule betreibt dagegen mit ihrem Hochschulstatus auch wissenschaftliche Forschung zu polizeibezogenen sozial- und verwaltungswissenschaftlichen Themengebieten.
Im Jahr 2008 wurde die Polizeifachhochschule und die Polizeischule in einem gemeinsamen Gebäude wieder zusammengeführt, um den Praxisbezug der Berufslaufbahnen der Polizeimannschaft und Polizeiunterbefehl besser in die Fachhochschulausbildung einfließen lassen zu können. Die neue Polizeifachhochschule schließt auch die Polizeihundeanstalt in Hämeenlinna ein.